# Güémez (municipalité, Tamaulipas)
Pour les articles homonymes, voir Güemes.
La municipalité de Güémez est l'une des 43 municipalités de l'État de Tamaulipas, et est située dans la partie centrale de cet État. Située à l'ouest du golfe du Mexique, elle est bordée à l'ouest par le massif montagneux de la Sierra Madre orientale. Ses cours d'eau appartiennent essentiellement au bassin versant du fleuve Soto la Marina. Elle est limitrophe à l'ouest de l'État de Nuevo León. Son chef-lieu est la ville éponyme de Güémez. Elle dépend de la région Centro, qui est une des 6 subdivisions administratives de l'État de Tamaulipas.

## Géographie
La municipalité de Güémez s'étend d'ouest en est en prenant appui à l'ouest sur le massif montagneux de la Gran
Sierra Plegada, qui est une partie de la chaîne de montagnes plus vaste de la Sierra Madre orientale. Le reste de son territoire est constitué de plaines et de collines, avec une altitude oscillant entre 200 et 2800 mètres. Elle est traversée par la rivière Río Corona, qui est un des principaux affluents du fleuve Soto la Marina. Les autres cours d'eau la traversant alimentent également ce fleuve. Son chef-lieu, la ville éponyme de Güémez, se trouve dans la partie occidentale de son territoire, dans une zone de collines, à une altitude 145 mètres. Son territoire couvre une superficie de 1288,4 km², et était peuplé en 2020 de 15 032 habitants.
Cette municipalité fait partie de la région Centro, qui est une des 6 subdivisions administratives de l'État de Tamaulipas, et regroupe les municipalités d'Abasolo, Güémez, Hidalgo, Jiménez, Llera, Mainero, Padilla, San Carlos, San Nicolás, Soto la Marina, Victoria, Casas et Villagrán.
Elle est limitrophe au nord de la municipalité d'Hidalgo, à l'ouest, dans l'État de Nuevo León, de celle de General Zaragoza, au sud, à nouveau dans l'État de Tamaulipas, de celles de Jaumave, de Victoria et de Casas, et à l'est de celle de Padilla.

## Composition et démographie
La municipalité était composée en 2010 de 398 localités.
| Localité               | Population |
| ---------------------- | ---------- |
| Güémez                 | 1 837      |
| Guadalupe Victoria     | 845        |
| San Cayetano           | 759        |
| Balconcitos (Balcones) | 693        |

En plus de l'espagnol, plusieurs langues amérindiennes sont parlées dans la municipalité, dont les principales sont par ordre d'importance : le huastèque, le totonaque, le nahuatl, le tarahumara et l'otomi.

## Histoire
La ville de Güémez est fondée le 1er janvier 1749 par José de Escandón, dans le cadre de la colonisation et de la création de la nouvelle province de Nouvelle-Santander,. Son nom est un hommage au vice-roi de Nouvelle-Espagne Juan Francisco de Güemes y Horcasitas, qui avait ordonné la colonisation de cette nouvelle province. Une inondation a ensuite contraint ses habitants à changer de lieu, pour l'actuel emplacement de la ville.
En 1843, la ville comptait 944 habitants.